# Mjøndalen Idrettsforening 2020
Questa voce raccoglie le informazioni riguardanti il Mjøndalen Idrettsforening nelle competizioni ufficiali della stagione 2020.

## Stagione
A causa della pandemia di COVID-19, il 12 marzo 2020 è stato reso noto che la Norges Fotballforbund aveva inizialmente rinviato l'inizio dell'attività calcistica al 15 aprile. A seguito della decisione del ministero della cultura di vietare la ripresa delle attività fino al 15 giugno, i calendari del campionato sono stati ancora rimodulati. Il 7 maggio, il ministro della cultura Abid Raja ha confermato che l'Eliteserien sarebbe ricominciata il 16 giugno. Il 12 giugno, Raja ha reso noto che sarebbe stata permessa una capienza massima di 200 spettatori. Dal 30 settembre, la capienza è stata aumentata a 600 spettatori.
Il 10 settembre 2020, la Norges Fotballforbund – dopo diversi rinvii – ha dovuto annullare l'edizione stagionale del Norgesmesterskapet, a causa dell'impossibilità di disputare tutte le partite previste a causa della condensazione del calendario del campionato. Anche il calciomercato è stato organizzato quindi diversamente, con una sessione estiva e una autunnale.
Il Mjøndalen ha chiuso la stagione al 14º posto finale: per mantenere il proprio posto in massima serie ha quindi dovuto affrontare il Sogndal nelle qualificazioni all'Eliteserien, direttamente in gara 4, avendo la meglio col punteggio di 3-2. I giocatori più utilizzati in stagione sono stati Fredrik Brustad, Vetle Dragsnes, Markus Nakkim e Sondre Solholm Johansen, tutti a quota 31 partite giocate. Shuaibu Ibrahim è stato il miglior marcatore con le sue 6 reti.

## Maglie e sponsor
Lo sponsor tecnico per la stagione 2020 è stato Umbro, mentre lo sponsor ufficiale è stato Sparebanken Øst.  La divisa casalinga è composta da un completo marrone, con rifiniture oro. Quella da trasferta era invece completamente bianca.
| Casa | Trasferta |

## Rosa
| N. |                           | Ruolo | Calciatore              |
| -- | ------------------------- | ----- | ----------------------- |
| 1  | Iran (bandiera)           | P     | Sosha Makani            |
| 2  | Paesi Bassi (bandiera)    | D     | Quint Jansen            |
| 3  | Norvegia (bandiera)       | D     | Vetle Dragsnes          |
| 4  | Norvegia (bandiera)       | D     | William Sælid Sell      |
| 5  | Norvegia (bandiera)       | D     | Alexander Betten Hansen |
| 6  | Norvegia (bandiera)       | D     | Joackim Olsen Solberg   |
| 7  | Norvegia (bandiera)       | C     | Lars Olden Larsen       |
| 8  | Norvegia (bandiera)       | A     | Fredrik Brustad         |
| 9  | Norvegia (bandiera)       | A     | Sondre Liseth           |
| 10 | Danimarca (bandiera)      | C     | Tonny Brochmann         |
| 11 | Norvegia (bandiera)       | C     | Christian Gauseth       |
| 12 | Norvegia (bandiera)       | D     | Markus Nakkim           |
| 13 | Norvegia (bandiera)       | P     | Gard Thomas             |
| 14 | Costa d'Avorio (bandiera) | C     | Vamouti Diomande        |
| 15 | Norvegia (bandiera)       | C     | Mathias Fredriksen      |
| 16 | Islanda (bandiera)        | C     | Dagur Dan Þórhallsson   |
| 17 | Norvegia (bandiera)       | C     | Martin Ovenstad         |

| N. |                       | Ruolo | Calciatore              |
| -- | --------------------- | ----- | ----------------------- |
| 18 | Norvegia (bandiera)   | A     | Andreas Hellum          |
| 19 | Norvegia (bandiera)   | A     | Magnus Bækken           |
| 20 | Ghana (bandiera)      | C     | Isaac Twum              |
| 21 | Kenya (bandiera)      | A     | Alfred Scriven          |
| 22 | Nigeria (bandiera)    | A     | Shuaibu Ibrahim         |
| 23 | Norvegia (bandiera)   | D     | Sondre Solholm Johansen |
| 24 | Norvegia (bandiera)   | C     | Ole Amund Sveen         |
| 25 | Norvegia (bandiera)   | A     | Gustav Sving Helling    |
| 26 | Norvegia (bandiera)   | D     | Syver Eriksen           |
| 27 | Norvegia (bandiera)   | C     | Frank Bamenye           |
| 29 | Norvegia (bandiera)   | A     | Kristoffer Stephensen   |
| 31 | Norvegia (bandiera)   | C     | Erik Skistad            |
| 32 | Portogallo (bandiera) | P     | Jorge Vieira            |
| 33 | Norvegia (bandiera)   | C     | Stian Semb Aasmundsen   |
| 34 | Norvegia (bandiera)   | D     | Tobias Bjørnstad        |
| 36 | Norvegia (bandiera)   | C     | Jonas Holthe            |

## Calciomercato

### Sessione invernale(dal 09/01 al 01/04)
| Arrivi           | Arrivi                | Arrivi          | Arrivi        |
| R.               | Nome                  | da              | Modalità      |
| ---------------- | --------------------- | --------------- | ------------- |
| P                | Sosha Makani          |                 | svincolato    |
| D                | Markus Nakkim         | Vålerenga       | definitivo    |
| C                | Vamouti Diomande      | Ullensaker/Kisa | fine prestito |
| C                | Lars Olden Larsen     | KFUM Oslo       | definitivo    |
| C                | Dagur Dan Þórhallsson | Kvik Halden     | fine prestito |
| A                | Magnus Bækken         | Hallingdal      | definitivo    |
| A                | Andreas Hellum        | Strømmen        | fine prestito |
| A                | Alfred Scriven        | Ullensaker/Kisa | fine prestito |
| A                | Kristoffer Stephensen |                 | svincolato    |
| Altre operazioni |                       |                 |               |
| R.               | Nome                  | da              | Modalità      |
| C                | Sebastian Hansen      | Notodden        | fine prestito |

| Partenze | Partenze            | Partenze      | Partenze      |
| R.       | Nome                | a             | Modalità      |
| -------- | ------------------- | ------------- | ------------- |
| P        | Julian Faye Lund    | Rosenborg     | fine prestito |
| D        | Henrik Gulden       |               | ritiro        |
| D        | Akeem Latifu        |               | svincolato    |
| D        | Erick Sagbakken     |               | svincolato    |
| D        | Per-Magnus Steiring | Sogndal       | fine prestito |
| C        | Sebastian Hansen    | Notodden      | definitivo    |
| C        | Pontus Silfwer      | GIF Sundsvall | definitivo    |
| A        | Jacob Bergström     |               | svincolato    |
| A        | Jibril Bojang       |               | svincolato    |

### Sessione estiva(dal 10/06 al 30/06)
| Arrivi | Arrivi          | Arrivi    | Arrivi     |
| R.     | Nome            | da        | Modalità   |
| ------ | --------------- | --------- | ---------- |
| A      | Shuaibu Ibrahim | Haugesund | definitivo |

| Partenze | Partenze | Partenze | Partenze |
| R.       | Nome     | a        | Modalità |
| -------- | -------- | -------- | -------- |

### Tra la sessione estiva e la sessione autunnale
| Arrivi | Arrivi | Arrivi | Arrivi   |
| R.     | Nome   | da     | Modalità |
| ------ | ------ | ------ | -------- |

| Partenze | Partenze      | Partenze    | Partenze |
| R.       | Nome          | a           | Modalità |
| -------- | ------------- | ----------- | -------- |
| D        | Adrian Hansen | Fram Larvik | prestito |

### Sessione autunnale(dall'08/09 al 05/10)
| Arrivi | Arrivi          | Arrivi     | Arrivi     |
| R.     | Nome            | da         | Modalità   |
| ------ | --------------- | ---------- | ---------- |
| C      | Ole Amund Sveen | Bodø/Glimt | definitivo |
| C      | Isaac Twum      | Start      | definitivo |

| Partenze | Partenze       | Partenze | Partenze |
| R.       | Nome           | a        | Modalità |
| -------- | -------------- | -------- | -------- |
| A        | Magnus Bækken  | Notodden | prestito |
| A        | Alfred Scriven | Asker    | prestito |

## Risultati

### Eliteserien

#### Girone di andata
| Stabekk 16 giugno 2020, ore 18:00 1ª giornata | Stabæk        | 0 – 0 referto | Mjøndalen | Nadderud Stadion (200 spett.)\| Arbitro: \| Hansen (Feda) \| |
| Arbitro:                                      | Hansen (Feda) |               |           |                                                              |

| Arbitro: | M. Smehus Kringstad |

|             |           |  |
| Ibrahim 25’ | Marcatori |  |

| Arbitro: | Steen (Bergen) |

|                    |           |             |
| Berisha 41’ (rig.) | Marcatori | 19’ Ibrahim |

| Arbitro: | Hobber Nilsen (Oslo) |

|             |           |                             |
| Ibrahim 90’ | Marcatori | 51’ Kalludra 86’ Pellegrino |

| Arbitro: | Amland (Bergen) |

|                   |           |                                     |
| Castro 83’ (rig.) | Marcatori | 28’ Ibrahim 31’ Dragsnes 90’ Liseth |

| Arbitro: | M. Smehus Kringstad |

|                          |           |            |
| Aursnes 31’ Kitolano 32’ | Marcatori | 61’ Jansen |

| Arbitro: | Hansen Grøtta |

|  |           |                   |
|  | Marcatori | 14’ Oldrup Jensen |

| Arbitro: | Moen (Haugesund) |

|                       |           |            |
| Mawa 50’ Salvesen 54’ | Marcatori | 85’ Nakkim |

| Arbitro: | Hagen (Grue) |

|                            |           |                                            |
| Brochmann 58’ Dragsnes 83’ | Marcatori | 24’ Zinckernagel 40’ Boniface 57’ J. Hauge |

| Arbitro: | Hobber Nilsen (Oslo) |

|                    |           |  |
| Næsbak Brenden 65’ | Marcatori |  |

| Arbitro: | Hansen (Feda) |

|  |           |                   |
|  | Marcatori | 42’, 87’ Kitolano |

| Arbitro: | Hagenes (Flaktveit) |

|                                           |           |  |
| Tønnesen 20’ Schulze 88’ Lie Skålevik 89’ | Marcatori |  |

| Arbitro: | Hobber Nilsen (Oslo) |

|             |           |  |
| Ibrahim 20’ | Marcatori |  |

| Arbitro: | Hagen (Grue) |

|  |           |            |
|  | Marcatori | 85’ Hellum |

| Arbitro: | Eskås (Oslo) |

|  |           |                           |
|  | Marcatori | 33’ Åsen 42’ Zachariassen |

#### Girone di ritorno
| Arbitro: | Hagenes (Flaktveit) |

|                                                           |           |              |
| Ruud 6’, 31’ (rig.) Bakenga 14’, 34’ Rashani 67’ Risa 90’ | Marcatori | 4’ Brochmann |

| Arbitro: | S. Smehus Kringstad (Oslo) |

|  |           |                         |
|  | Marcatori | 33’ Jónsson 53’ Gussiås |

| Arbitro: | Hafsås (Trondheim) |

|                                    |           |  |
| Abdellaoue 5’ (rig.) Halvorsen 42’ | Marcatori |  |

| Arbitro: | Skjerven (Kaupanger) |

|           |           |                        |
| Liseth 3’ | Marcatori | 35’ Bytyqi 69’ Høiland |

| Arbitro: | Amland (Bergen) |

|                                 |           |                          |
| Finne 45’, 75’ Bjørdal 67’, 68’ | Marcatori | 61’ (aut.) Tollås Nation |

| Arbitro: | Hagen (Grue) |

|                       |           |  |
| Ovenstad 13’ Twum 37’ | Marcatori |  |

| Arbitro: | Hansen Grøtta |

|                        |           |  |
| Junker 16’ (rig.), 68’ | Marcatori |  |

| Arbitro: | Eskås (Oslo) |

|             |           |                                     |
| Brustad 36’ | Marcatori | 76’, 87’ Ellingsen 80’ (rig.) James |

| Arbitro: | Hansen (Feda) |

|                                          |           |  |
| Sveen 4’ Brustad 58’ Semb Aasmundsen 84’ | Marcatori |  |

| Arbitro: | Hafsås (Trondheim) |

|                |           |  |
| D. Ulvestad 3’ | Marcatori |  |

| Arbitro: | S. Smehus Kringstad (Oslo) |

|  |           |            |
|  | Marcatori | 2’ Bohinen |

| Arbitro: | Steen (Bergen) |

|                      |           |            |
| Pallesen Knudsen 88’ | Marcatori | 66’ Liseth |

| Arbitro: | S. Smehus Kringstad (Oslo) |

|             |           |  |
| Ibrahim 48’ | Marcatori |  |

| Arbitro: | Hansen (Feda) |

|                  |           |  |
| Zachariassen 90’ | Marcatori |  |

| Arbitro: | Hafsås (Trondheim) |

|                                          |           |  |
| Liseth 13’ Nakkim 17’ Gauseth 45’ (rig.) | Marcatori |  |

#### Qualificazioni all'Eliteserien
| Arbitro: | Hagen (Grue) |

|                          |           |                                    |
| Sveen 9’, 88’ Nakkim 90’ | Marcatori | 79’ (rig.) Adams 80’ Kristoffersen |

## Statistiche

### Statistiche di squadra
| Competizione          | Punti | In casa | In casa | In casa | In casa | In casa | In casa | In trasferta | In trasferta | In trasferta | In trasferta | In trasferta | In trasferta | Totale | Totale | Totale | Totale | Totale | Totale | DR  |
| Competizione          | Punti | G       | V       | N       | P       | Gf      | Gs      | G            | V            | N            | P            | Gf           | Gs           | G      | V      | N      | P      | Gf     | Gs     | DR  |
| --------------------- | ----- | ------- | ------- | ------- | ------- | ------- | ------- | ------------ | ------------ | ------------ | ------------ | ------------ | ------------ | ------ | ------ | ------ | ------ | ------ | ------ | --- |
| Eliteserien           | 27    | 15      | 6       | 0       | 9       | 16      | 18      | 15           | 2            | 3            | 10           | 10           | 27           | 30     | 8      | 3      | 19     | 26     | 45     | -19 |
| Qual. all'Eliteserien | -     | 1       | 1       | 0       | 0       | 3       | 2       | 0            | 0            | 0            | 0            | 0            | 0            | 1      | 1      | 0      | 0      | 3      | 2      | +1  |
| Totale                | -     | 16      | 7       | 0       | 9       | 19      | 20      | 15           | 2            | 3            | 10           | 10           | 27           | 31     | 9      | 3      | 19     | 29     | 47     | -18 |

### Andamento in campionato
| Giornata  | 1 | 2 | 3 | 4 | 5 | 6 | 7  | 8  | 9  | 10 | 11 | 12 | 13 | 14 | 15 | 16 | 17 | 18 | 19 | 20 | 21 | 22 | 23 | 24 | 25 | 26 | 27 | 28 | 29 | 30 |
| --------- | - | - | - | - | - | - | -- | -- | -- | -- | -- | -- | -- | -- | -- | -- | -- | -- | -- | -- | -- | -- | -- | -- | -- | -- | -- | -- | -- | -- |
| Luogo     | T | C | T | C | T | T | C  | T  | C  | T  | C  | T  | C  | T  | C  | T  | C  | T  | C  | T  | C  | T  | C  | C  | T  | C  | T  | C  | T  | C  |
| Risultato | N | V | N | P | V | P | P  | P  | P  | P  | P  | P  | V  | V  | P  | P  | P  | P  | P  | P  | V  | P  | P  | V  | P  | P  | N  | V  | P  | V  |
| Posizione | 8 | 8 | 7 | 8 | 5 | 8 | 10 | 10 | 11 | 14 | 14 | 15 | 14 | 13 | 14 | 15 | 15 | 15 | 15 | 15 | 15 | 15 | 15 | 15 | 15 | 15 | 15 | 15 | 15 | 14 |

Fonte:  Eliteserien 2020, su altomfotball.no, Altomfotball.
Legenda:

Luogo: C = Casa; T = Trasferta. Risultato: V = Vittoria; N = Pareggio; P = Sconfitta.

### Statistiche dei giocatori
| Giocatore           | Eliteserien | Eliteserien | Eliteserien | Eliteserien | Coppa nazionale | Coppa nazionale | Coppa nazionale | Coppa nazionale | Coppe europee | Coppe europee | Coppe europee | Coppe europee | Qual. all'Eliteserien | Qual. all'Eliteserien | Qual. all'Eliteserien | Qual. all'Eliteserien | Totale   | Totale | Totale      | Totale     |
| Giocatore           | Presenze    | Reti        | Ammonizioni | Espulsioni  | Presenze        | Reti            | Ammonizioni     | Espulsioni      | Presenze      | Reti          | Ammonizioni   | Espulsioni    | Presenze              | Reti                  | Ammonizioni           | Espulsioni            | Presenze | Reti   | Ammonizioni | Espulsioni |
| ------------------- | ----------- | ----------- | ----------- | ----------- | --------------- | --------------- | --------------- | --------------- | ------------- | ------------- | ------------- | ------------- | --------------------- | --------------------- | --------------------- | --------------------- | -------- | ------ | ----------- | ---------- |
| M. Bækken           | 0           | 0           | 0           | 0           |                 |                 |                 |                 |               |               |               |               | -                     | -                     | -                     | -                     | 0        | 0      | 0           | 0          |
| F. Bamenye          | 4           | 0           | 0           | 0           |                 |                 |                 |                 |               |               |               |               | 0                     | 0                     | 0                     | 0                     | 4        | 0      | 0           | 0          |
| A. Betten Hansen    | 18          | 0           | 1           | 2           |                 |                 |                 |                 |               |               |               |               | 0                     | 0                     | 0                     | 0                     | 18       | 0      | 1           | 2          |
| T. Bjørnstad        | 0           | 0           | 0           | 0           |                 |                 |                 |                 |               |               |               |               | 0                     | 0                     | 0                     | 0                     | 0        | 0      | 0           | 0          |
| T. Brochmann        | 21          | 2           | 2           | 0           |                 |                 |                 |                 |               |               |               |               | 0                     | 0                     | 0                     | 0                     | 21       | 2      | 2           | 0          |
| F. Brustad          | 30          | 2           | 2           | 0           |                 |                 |                 |                 |               |               |               |               | 1                     | 0                     | 0                     | 0                     | 31       | 2      | 2           | 0          |
| V. Diomande         | 0           | 0           | 0           | 0           |                 |                 |                 |                 |               |               |               |               | 0                     | 0                     | 0                     | 0                     | 0        | 0      | 0           | 0          |
| V. Dragsnes         | 30          | 2           | 1           | 0           |                 |                 |                 |                 |               |               |               |               | 1                     | 0                     | 0                     | 0                     | 31       | 2      | 1           | 0          |
| S. Eriksen          | 12          | 0           | 2           | 0           |                 |                 |                 |                 |               |               |               |               | 1                     | 0                     | 0                     | 0                     | 13       | 0      | 2           | 0          |
| M. Fredriksen       | 1           | 0           | 0           | 0           |                 |                 |                 |                 |               |               |               |               | 0                     | 0                     | 0                     | 0                     | 1        | 0      | 0           | 0          |
| C. Gauseth          | 18          | 1           | 1           | 0           |                 |                 |                 |                 |               |               |               |               | 1                     | 0                     | 0                     | 0                     | 19       | 1      | 1           | 0          |
| G. Helling          | 3           | 0           | 0           | 0           |                 |                 |                 |                 |               |               |               |               | 0                     | 0                     | 0                     | 0                     | 3        | 0      | 0           | 0          |
| A. Hellum           | 16          | 1           | 1           | 0           |                 |                 |                 |                 |               |               |               |               | 0                     | 0                     | 0                     | 0                     | 16       | 1      | 1           | 0          |
| J. Holthe           | 0           | 0           | 0           | 0           |                 |                 |                 |                 |               |               |               |               | 0                     | 0                     | 0                     | 0                     | 0        | 0      | 0           | 0          |
| S. Ibrahim          | 27          | 6           | 2           | 0           |                 |                 |                 |                 |               |               |               |               | 1                     | 0                     | 0                     | 0                     | 28       | 6      | 2           | 0          |
| Q. Jansen           | 16          | 1           | 1           | 0           |                 |                 |                 |                 |               |               |               |               | 0                     | 0                     | 0                     | 0                     | 16       | 1      | 1           | 0          |
| S. Liseth           | 27          | 4           | 4           | 0           |                 |                 |                 |                 |               |               |               |               | 1                     | 0                     | 1                     | 0                     | 28       | 4      | 5           | 0          |
| S. Makani           | 28          | -43         | 1           | 1           |                 |                 |                 |                 |               |               |               |               | 1                     | -2                    | 0                     | 0                     | 29       | -45    | 1           | 1          |
| M. Nakkim           | 30          | 2           | 3           | 0           |                 |                 |                 |                 |               |               |               |               | 1                     | 1                     | 0                     | 0                     | 31       | 3      | 3           | 0          |
| L. Olden Larsen     | 28          | 0           | 3           | 0           |                 |                 |                 |                 |               |               |               |               | 1                     | 0                     | 0                     | 0                     | 29       | 0      | 3           | 0          |
| J. Olsen Solberg    | 26          | 0           | 3           | 0           |                 |                 |                 |                 |               |               |               |               | 0                     | 0                     | 0                     | 0                     | 26       | 0      | 3           | 0          |
| M. Ovenstad         | 25          | 1           | 5           | 0           |                 |                 |                 |                 |               |               |               |               | 1                     | 0                     | 0                     | 0                     | 26       | 1      | 5           | 0          |
| W. Sælid Sell       | 14          | 0           | 0           | 0           |                 |                 |                 |                 |               |               |               |               | 0                     | 0                     | 0                     | 0                     | 14       | 0      | 0           | 0          |
| A. Scriven          | 1           | 0           | 0           | 0           |                 |                 |                 |                 |               |               |               |               | -                     | -                     | -                     | -                     | 1        | 0      | 0           | 0          |
| S. Semb Aasmundsen  | 27          | 1           | 7           | 0           |                 |                 |                 |                 |               |               |               |               | 1                     | 0                     | 1                     | 0                     | 28       | 1      | 8           | 0          |
| E. Skistad          | 2           | 0           | 0           | 0           |                 |                 |                 |                 |               |               |               |               | 0                     | 0                     | 0                     | 0                     | 2        | 0      | 0           | 0          |
| S. Solholm Johansen | 30          | 0           | 3           | 0           |                 |                 |                 |                 |               |               |               |               | 1                     | 0                     | 0                     | 0                     | 31       | 0      | 3           | 0          |
| K. Stephensen       | 0           | 0           | 0           | 0           |                 |                 |                 |                 |               |               |               |               | 0                     | 0                     | 0                     | 0                     | 0        | 0      | 0           | 0          |
| O. Sveen            | 9           | 1           | 2           | 0           |                 |                 |                 |                 |               |               |               |               | 1                     | 2                     | 0                     | 0                     | 10       | 3      | 2           | 0          |
| G. Thomas           | 0           | 0           | 0           | 0           |                 |                 |                 |                 |               |               |               |               | 0                     | 0                     | 0                     | 0                     | 0        | 0      | 0           | 0          |
| D. Þórhallsson      | 12          | 0           | 1           | 0           |                 |                 |                 |                 |               |               |               |               | 0                     | 0                     | 0                     | 0                     | 12       | 0      | 1           | 0          |
| I. Twum             | 11          | 1           | 3           | 0           |                 |                 |                 |                 |               |               |               |               | 0                     | 0                     | 0                     | 0                     | 11       | 1      | 3           | 0          |
| J. Vieira           | 3           | -2          | 1           | 0           |                 |                 |                 |                 |               |               |               |               | 0                     | 0                     | 0                     | 0                     | 3        | -2     | 1           | 0          |